# Lucyna Janikowa
Lucyna Janikowa ps. Bogna, zd. Giler (ur. 2 grudnia 1921 w Watkowie, zm. 2 stycznia 2022 w Gołotczyźnie) – żołnierz NSZ-AK, nauczycielka, pisarka, działaczka społeczna. 
Urodziła się w rodzinie rolniczej, córka Marianny i Józefa Gilertów. Po szkole podstawowej uczyła się w Żeńskiej Szkoły Rolniczej w Gołotczyźnie. Po wybuchu II wojny światowej wstąpiła w szeregi Narodowych Sił Zbrojnych. Działała na północnym Mazowszu, organizując przy kompanii ppor. Edmunda Kowalewskiego ps. „Burza” sekcję Pomocniczej Wojskowej Służby Kobiet (PWSK). Była też łączniczką ppłk. Stanisława Borodzicza ps. „Wara”, a po 1945 r. współpracowniczką antykomunistycznego oddziału Mieczysława Dziemieszkiewicza ps. „Rój”. 
Po wojnie ukończyła na Uniwersytecie Warszawskim studia polonistyczne i pedagogiczne, podejmując pracę jako nauczyciel języka polskiego. Wraz z mężem pracowała głównie w szkołach rolniczych. Od 1952 r. na stałe związana ze szkołami rolniczymi „Bratne" w Gołotczyźnie. Była autorką kilku książek i wielu artykułów w prasie ogólnopolskiej i regionalnej. Była też inicjatorską Stowarzyszenia Fundusz Stypendialny dla Młodzieży Wiejskiej im. Aleksandry Bąkowskiej oraz aktywną działaczką Związku  Nauczycielstwa Polskiego i Towarzystwa Przyjaciół Dzieci.
Pochowana na cmentarzu parafialnym w Sońsku.

## Twórczość
Publikacje Lucyny Janikowej ukazywały przede wszystkim postacie polskich patriotów i działaczy społecznych.

### Książki
Z buntem przez życie
Nieodrodna córka
Pułkownik „Wara”
Niezwykli

## Odznaczenia i nagrody
- Krzyż Kawalerski Orderu Odrodzenia Polski
- Krzyż Narodowego Czynu Zbrojnego
- Krzyż Armii Krajowej
- Tytuł "Zasłużonego Nauczyciela Rzeczypospolitej Polskiej"
- Laur Ciechanowski (2005)
- Sygnet Niepodległości”[5].